# Isla Puntachal
Isla Puntachal är en ö i Mexiko. Den ligger i lagunen Laguna Mar Muerte och tillhör kommunen San Francisco del Mar i delstaten Oaxaca, i den södra delen av landet. Arean är 0,44 kvadratkilometer.